# Grand Conseil du canton du Valais
60e législature
Bâtiment du Casino
Le Grand Conseil (en allemand : Grosser Rat) est le parlement cantonal du canton suisse du Valais. 
Le Grand Conseil est composé de 130 députés et de 130 députés-suppléants. Il est élu pour une durée de 4 ans et siège dans le bâtiment du Casino, à Sion.

## Histoire
Le Grand Conseil du canton du Valais a été mis en place en 1839. En raison de l’importance historique des Dizains dans l’ancienne Diète de la République du Valais, l’élection des députés par dizain, respectivement par district, a été maintenue en dépit de la différence de taille des circonscriptions électorales.
Entre 1839 et 1909, la proportion était d’un député pour 1000 habitants de chaque district. Lors des élections au Grand Conseil de 1913, ce nombre a été augmenté à 1100 habitants. La réduction du nombre de membres du Grand Conseil à un maximum de 130 s’est faite dans le cadre des élections de 1953.
Dans les années 1839 à 1847, les députés étaient élus par des grands électeurs, qui étaient délégués par les communes à l’assemblée électorale du Dizain. La proportion était alors d’un grand électeur pour 100 habitants de chaque commune. Entre 1847 et 1852, les habitants des districts élisaient leurs députés directement dans le cadre de l’assemblée électorale. Le scrutin de listes fut introduit en 1852. Depuis 1857, l’élection des députés a lieu dans les communes. C'est pour cette raison que l’élection aux urnes avec bulletins électoraux a été introduite. Le scrutin proportionnel a été utilisé la première fois en 1921.
La durée du mandat de député était d’abord fixée à deux ans et a ensuite été prolongée à cinq ans en 1847. Depuis 1857, une période législative dure quatre ans.
L’élection simultanée de remplaçants – les députés-suppléants – constitue une particularité. En 1847, on comptait un député-suppléant pour deux députés. Depuis 1852, autant de députés-suppléants que de députés sont élus.

## Rôle
Le Grand Conseil constitue le pouvoir législatif du canton du Valais, c'est lui qui adopte les nouvelles lois ou les propositions de modifications de lois existantes. Celles-ci sont généralement proposées par le Conseil d'État, discutées dans les commissions parlementaires puis adoptées ou refusées, en séance plénière. Les pouvoirs du Grand Conseil sont fixés par la Constitution cantonale. Le Grand Conseil nomme les juges du tribunal cantonal et 6 membres du Conseil de la magistrature sur neuf.

## Système électoral
Le Grand Conseil est composé de 130 sièges pourvus pour quatre ans au scrutin proportionnel plurinominal dans des circonscriptions correspondantes aux 14  districts et demi-districts du canton. Il s'agit d'un scrutin de liste ouvertes avec vote préférentiel et panachage, soumis à un seuil électoral de 8% des suffrages exprimés. Aux 130 députés qui siègent, il faut ajouter 130 députés suppléants, élus sur des listes séparées et dont la tâche est de remplacer les députés lorsque ceux-ci ne peuvent assister aux séances du Grand-Conseil, ou des commissions, à l'exception notables des trois commissions dites de « Haute surveillance », commission de Gestion, commission des Finances et commission de Justice.
Une double proportionnelle a été introduite en 2017 afin de répondre à un arrêt du Tribunal fédéral estimant que le mode d'élection appliqué auparavant était anticonstitutionnel. Dès lors des arrondissements sont créés, par regroupement de district et ceux-ci deviennent des sous-arrondissements. L'élection des députés et des députés-suppléants a toujours lieu dans les districts, mais la répartition des sièges au niveau des listes est d'abord effectuée dans l'arrondissement, puis dans les sous-arrondissements.
| Arrondissement                      | Sous-arrondissement |
| Conches- Rarogne-oriental - Brigue  | Conches             |
| Conches- Rarogne-oriental - Brigue  | Rarogne oriental    |
| Conches- Rarogne-oriental - Brigue  | Brigue              |
| Viège - Rarogne-occidental - Loèche | Viège               |
| Viège - Rarogne-occidental - Loèche | Rarogne occidental  |
| Viège - Rarogne-occidental - Loèche | Loèche              |
| Sierre                              | Sierre              |
| Sion - Hérens - Conthey             | Sion                |
| Sion - Hérens - Conthey             | Hérens              |
| Sion - Hérens - Conthey             | Conthey             |
| Martigny - Entremont                | Martigny            |
| Martigny - Entremont                | Entremont           |
| St-Maurice - Monthey                | St-Maurice          |
| St-Maurice - Monthey                | Monthey             |

Chaque circonscription a un nombre de sièges défini par la population suisse qui y réside. L'année qui précède le renouvellement du Grand Conseil, le Conseil d'État, sur la base du recensement de la population, fixe le nombre de sièges par sous-arrondissement.
Les listes sont dites ouvertes et les électeurs ont ainsi la possibilité de les modifier en rayant ou ajoutant des noms, d'effectuer un panachage à partir de candidats de listes différentes ou même de composer eux-mêmes leurs listes sur un bulletin vierge. Après décompte des résultats, les sièges sont répartis selon la méthode du quotient de Hagenbach-Bischoff puis celle de la plus forte moyenne. Pour entrer dans la répartition des sièges, une liste doit dépasser le seuil électoral fixé à 8%. Les apparentements de liste ne sont pas autorisés par la loi.
L'élection des députés et des députés-suppléants s'effectue selon le même système et a lieu le même jour. Ce sont des élections séparées, c'est-à-dire sur des listes différentes, cela peut donc entraîner une différence entre le nombre des députés et celui des suppléants d'un même parti.

### Évolution des sièges dans les circonscriptions
| District           | 1953 | 1957 | 1961 | 1965 | 1969 | 1973 | 1977 | 1981 | 1985 | 1989 | 1993 | 1997 | 2001 | 2005 | 2009 | 2013 | 2017 | 2021 |
| ------------------ | ---- | ---- | ---- | ---- | ---- | ---- | ---- | ---- | ---- | ---- | ---- | ---- | ---- | ---- | ---- | ---- | ---- | ---- |
| Conches            | 3    | 4    | 4    | 3    | 3    | 3    | 3    | 3    | 3    | 3    | 3    | 3    | 3    | 2    | 2    | 2    | 2    | 2    |
| Rarogne oriental   | 2    | 2    | 2    | 2    | 2    | 2    | 2    | 2    | 2    | 2    | 2    | 2    | 2    | 2    | 2    | 2    | 1    | 1    |
| Brigue             | 10   | 10   | 10   | 11   | 11   | 11   | 11   | 11   | 12   | 12   | 12   | 12   | 12   | 12   | 12   | 12   | 11   | 11   |
| Viège              | 12   | 12   | 12   | 13   | 13   | 14   | 14   | 14   | 14   | 14   | 13   | 13   | 13   | 13   | 13   | 12   | 11   | 11   |
| Rarogne occidental | 5    | 5    | 5    | 5    | 5    | 4    | 4    | 4    | 4    | 4    | 4    | 4    | 4    | 4    | 4    | 4    | 4    | 3    |
| Loèche             | 6    | 7    | 7    | 7    | 7    | 7    | 7    | 7    | 6    | 6    | 6    | 6    | 6    | 6    | 6    | 6    | 5    | 5    |
| Sierre             | 18   | 18   | 18   | 18   | 18   | 18   | 18   | 18   | 18   | 18   | 18   | 18   | 18   | 18   | 18   | 17   | 17   | 17   |
| Sion               | 14   | 14   | 14   | 16   | 16   | 17   | 17   | 17   | 18   | 18   | 17   | 17   | 17   | 17   | 17   | 17   | 18   | 18   |
| Hérens             | 7    | 7    | 7    | 7    | 7    | 6    | 6    | 6    | 5    | 5    | 5    | 5    | 5    | 5    | 5    | 5    | 5    | 5    |
| Conthey            | 10   | 10   | 10   | 9    | 9    | 9    | 9    | 9    | 9    | 9    | 10   | 10   | 10   | 10   | 10   | 10   | 11   | 11   |
| Martigny           | 15   | 15   | 15   | 15   | 15   | 15   | 15   | 15   | 15   | 15   | 15   | 15   | 15   | 15   | 15   | 16   | 17   | 18   |
| Entremont          | 7    | 7    | 7    | 7    | 7    | 6    | 6    | 6    | 6    | 6    | 6    | 6    | 6    | 6    | 6    | 6    | 6    | 6    |
| Saint-Maurice      | 7    | 8    | 7    | 6    | 6    | 6    | 6    | 6    | 5    | 5    | 5    | 5    | 5    | 5    | 5    | 5    | 5    | 5    |
| Monthey            | 12   | 12   | 11   | 11   | 11   | 12   | 12   | 12   | 13   | 13   | 14   | 14   | 14   | 15   | 15   | 16   | 17   | 17   |
| Total              | 128  | 131  | 129  | 127  | 130  | 130  | 130  | 130  | 130  | 130  | 130  | 130  | 130  | 130  | 130  | 130  | 130  | 130  |

### Représentation des partis
| Année | PDC | PCS | PLR | PSS | UDC | PES | PL | MD | MSI | Rad.-Lib. | Cons. Progr. | Soc.-Pays. | Rad.-Soc. | Pays. | Cons. Pop. | Ind. | Total |
| --- | --- | --- | --- | --- | --- | --- | -- | -- | --- | --------- | ------------ | ---------- | --------- | ----- | ---------- | ---- | ----- |
| 1953 | 66  | 14  | 21  | 9   |     |     |    |    |     |           |              |            | 6         | 9     | 2          | 1    | 128   |
| 1957 | 84  |     | 29  | 10  |     |     |    |    |     |           |              | 6          |           |       |            | 2    | 131   |
| 1961 | 69  | 18  | 28  | 11  |     |     |    |    |     |           |              | 2          |           |       |            | 1    | 129   |
| 1965 | 67  | 17  | 25  | 13  |     |     |    |    |     |           | 2            | 4          |           |       |            | 1    | 127   |
| 1969 | 65  | 19  | 26  | 13  |     |     |    | 2  | 4   |           |              |            |           |       |            | 1    | 130   |
| 1973 | 65  | 19  | 26  | 10  |     |     |    | 3  | 5   | 2         |              |            |           |       |            |      | 130   |
| 1977 | 67  | 18  | 25  | 17  |     |     |    | 3  |     |           |              |            |           |       |            |      | 130   |
| 1981 | 65  | 16  | 30  | 14  |     |     |    | 5  |     |           |              |            |           |       |            |      | 130   |
| 1985 | 64  | 17  | 32  | 12  |     |     |    | 5  |     |           |              |            |           |       |            |      | 130   |
| 1989 | 64  | 15  | 32  | 14  |     |     | 5  |    |     |           |              |            |           |       |            |      | 130   |
| 1993 | 61  | 14  | 34  | 16  |     |     | 5  |    |     |           |              |            |           |       |            |      | 130   |
| 1997 | 57  | 14  | 34  | 21  |     |     | 4  |    |     |           |              |            |           |       |            |      | 130   |
| 2001 | 61  | 14  | 33  | 18  | 2   |     | 2  |    |     |           |              |            |           |       |            |      | 130   |
| 2005 | 58  | 15  | 28  | 21  | 6   |     | 2  |    |     |           |              |            |           |       |            |      | 130   |
| 2009 | 54  | 14  | 28  | 22  | 12  |     |    |    |     |           |              |            |           |       |            |      | 130   |
| 2013 | 49  | 12  | 28  | 18  | 21  | 2   |    |    |     |           |              |            |           |       |            |      | 130   |
| 2017 | 45  | 10  | 26  | 18  | 23  | 8   |    |    |     |           |              |            |           |       |            |      | 130   |
| 2021 | 40  | 8   | 27  | 20  | 22  | 13  |    |    |     |           |              |            |           |       |            |      | 130   |
| * Légendes des mouvements politiques : PDC = Parti démocrate-chrétien / PCS = Parti chrétien-social / PLR = Parti Libéral-radical / PSS = Parti socialiste / UDC = Union démocratique du centre PES = Les Verts / PL = Parti Libéral / MD = Mouvement démocratique / MSI = Mouvement social indépendant / Rad.-Lib. = Radicaux-libéraux Cons. Progr. = Conservateurs progressistes / Soc.-Pays. = Sociaux-Paysans / Rad.-Soc. = Radicaux socialistes / Pays. = Paysans Cons. Pop. = Conservateurs populaires / Ind. = Indépendants |     |     |     |     |     |     |    |    |     |           |              |            |           |       |            |      |       |
| 1953 : Quelques districts voient l'établissement de listes radicales-socialistes afin de faire barrage au parti conservateur / Les conservateurs populaires sont une dissidence du PDC 1957 : Les PDC et les PCS font listes commune / Les listes "Paysans" sont renommées "Sociaux-Paysans" 1965 : Les conservateurs progressistes sont une dissidence du PDC 1969 : Des listes "Mouvement démocratique" apparaissent dans certains districts / Les "Sociaux-Paysans" deviennent le "Mouvement Social indépendant" 1973 : Une liste radicale-libérale établit une dissidence avec le PRD 1977 : Les différents "Mouvements démocratiques" et le "Mouvement Social indépendant" établissent des listes communes 1985 : Les listes "Mouvements démocratiques" deviennent "Mouvement démocratique et Centre libéral indépendant" (MD-CLI) 1989 : Les listes "Mouvements démocratiques et Centre libéral indépendant" se fondent dans le nouveau Parti Libéral 2001 : Le Parti chrétien-social parvient à élire un député sur le district de Sion 2001 à 2009 : Le Parti socialiste, les Verts et le Parti chrétien-social (PCS) font listes communes au sein de l'Alliance de Gauche, dans les districts du Valais romand Depuis 2013 : Le Parti socialiste et le Parti chrétien-social (PCS) font listes communes au sein de l'Alliance de Gauche, dans les districts du Valais romand |     |     |     |     |     |     |    |    |     |           |              |            |           |       |            |      |       |

### Force des partis par région linguistique
| Parti                                                 | 2021 | 2017 | 2013 | 2009 |
| ----------------------------------------------------- | ---- | ---- | ---- | ---- |
| Parti démocrate-chrétien Valais romand (PDCVr)        | 27   | 32   | 33   | 38   |
| PLR-FDP Valais-Wallis (PLRVS)                         | 27   | 26   | 28   | 28   |
| Christlichdemokratische Volkspartei Oberwallis (CVPO) | 13   | 13   | 16   | 16   |
| Union Démocratique du Centre Valais romand (UDCVr)    | 15   | 16   | 15   | 7    |
| Christlichsoziale Volkspartei Oberwallis (CSPO)       | 8    | 10   | 12   | 14   |
| Parti Socialiste Valais romand (PSVr)                 | 12   | 9    | 10   | 13   |
| Schweizerische Volkspartei Oberwallis (SVPO)          | 7    | 7    | 6    | 3    |
| Sozialdemokratische Partei Oberwallis (SPO)           | 3    | 4    | 4    | 4    |
| Centre gauche Valais romand (CG-PCSVr)                | 4    | 4    | 3    | 3    |
| Les Verts                                             | 12   | 8    | 2    | 2    |
| Freie Wähler                                          | 1    | 0    | 0    | 2    |
| Entremont Autrement                                   | 1    | 1    | 1    | 0    |

### Répartition des sièges par région
| Haut-Valais | 2021 | 2017 | 2013 | 2009 | 2005 | 2001 |
| ----------- | ---- | ---- | ---- | ---- | ---- | ---- |
| CVP         | 13   | 13   | 16   | 16   | 17   | 19   |
| CSP         | 8    | 10   | 12   | 14   | 15   | 13   |
| SVP         | 7    | 7    | 6    | 5    | 1    | 0    |
| SP          | 4    | 4    | 4    | 4    | 4    | 4    |
| FDP         | 1    | 0    | 0    | 0    | 2    | 4    |
| Total       | 33   | 34   | 38   | 39   | 39   | 40   |

| Valais central | 2021 | 2017 | 2013 | 2009 | 2005 | 2001 |
| -------------- | ---- | ---- | ---- | ---- | ---- | ---- |
| PDC            | 15   | 17   | 18   | 22   | 23   | 25   |
| PLR            | 12   | 12   | 14   | 13   | 14   | 15   |
| Gauche         | 16   | 13   | 9    | 11   | 10   | 9    |
| UDC            | 8    | 9    | 8    | 4    | 3    | 1    |
| Total          | 51   | 51   | 49   | 50   | 50   | 50   |

| Bas-Valais | 2021 | 2017 | 2013 | 2009 | 2005 | 2001 |
| ---------- | ---- | ---- | ---- | ---- | ---- | ---- |
| PDC        | 12   | 15   | 15   | 16   | 18   | 18   |
| PLR        | 14   | 14   | 14   | 15   | 14   | 16   |
| Gauche     | 13   | 9    | 7    | 7    | 7    | 5    |
| UDC        | 7    | 7    | 7    | 3    | 2    | 1    |
| Total      | 46   | 45   | 43   | 41   | 41   | 40   |

## Organisation
Le Grand Conseil se constitue sur convocation du Conseil d'État le septième lundi qui suit son renouvellement. Cette date marque le début de la nouvelle législature.
Les débats sont dirigés par un président, élu pour une année et non rééligible. Deux vice-présidents, également élus pour une année, le suppléent en cas d'empêchement. Le président porte couramment le titre de « grand baillif », terme qui désignait initialement après l'Ancien Régime le président du Conseil d'État,.
La séance constitutive est présidée par le doyen de fonction.

## Diffusion des débats
Depuis mai 2006, tous les débats des sessions du Grand Conseil valaisan sont diffusés sur Canal 9.

### Archive audiovisuelle des débats
Depuis la session de mars 2009, les débats des sessions du Grand Conseil sont enregistrés et archivés par recapp IT AG.